# Village (Laborie)
Village es una localidad de Santa Lucía que forma parte del distrito de Laborie.